# Hohndorf

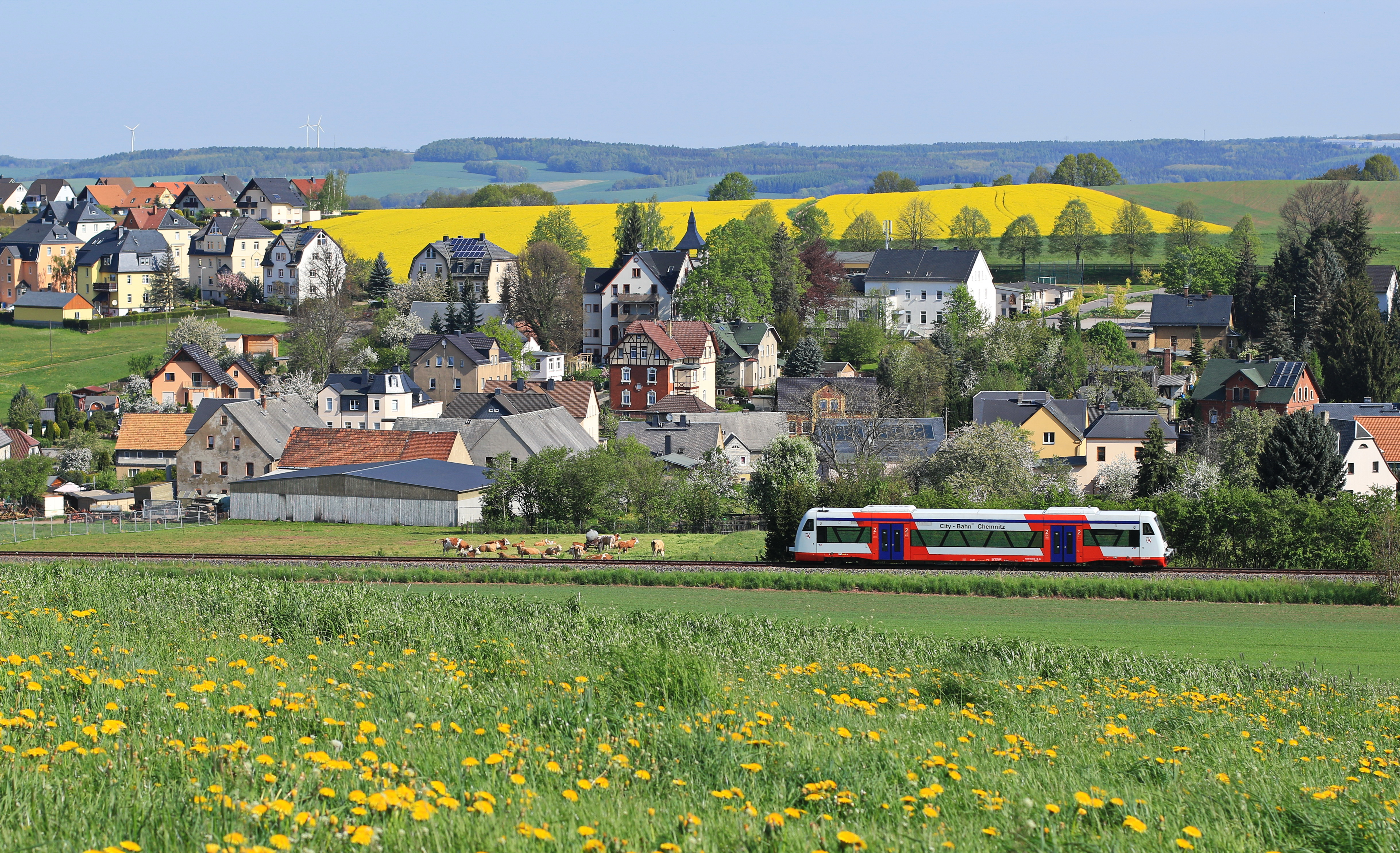
Vue de Hohndorf. Mai 2016.

Hohndorf est une commune de Saxe (Allemagne), située dans l'arrondissement des Monts-Métallifères, dans le district de Chemnitz.